# Klopstockeiche

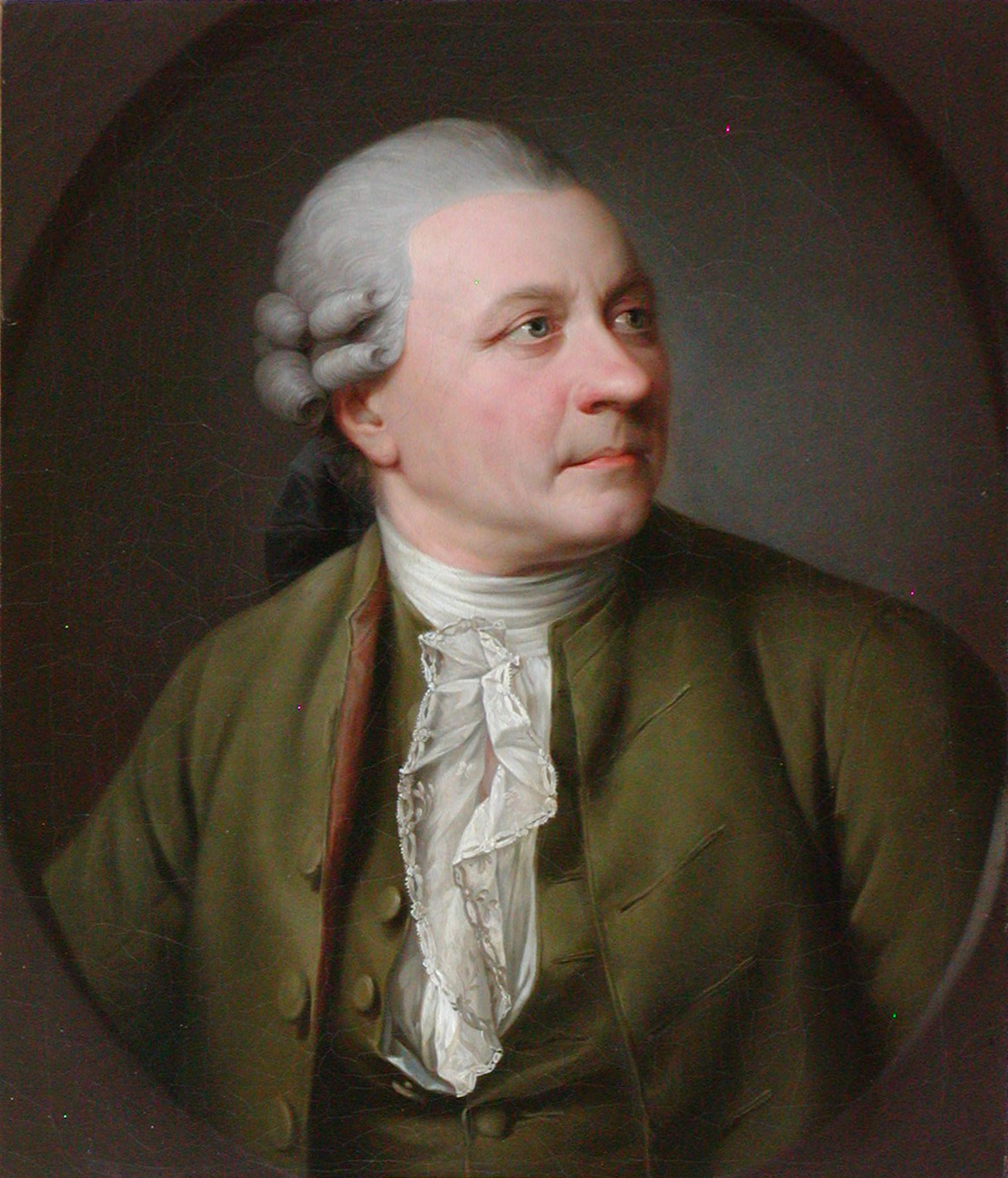
Friedrich Gottlieb Klopstock sind mehrere „Klopstockeichen“ gewidmet.

Als Klopstockeiche (auch Klopstock-Eiche) bezeichnet man eine Eiche, die als Gedenkbaum dem deutschen Dichter Friedrich Gottlieb Klopstock (1724–1803) gewidmet ist, wobei ein Zusammenhang zwischen dem Standort des Baumes und der früheren historischen Anwesenheit Klopstocks besteht.

## Standorte von Klopstockeichen
Es gibt zwei gut dokumentierte Klopstockeichen und weitere, die scheinbar im Volksmund so bezeichnet werden, die aber nicht offiziell dokumentiert sind. Hier werden nur die beiden Eichen in Schleswig-Holstein und in Dänemark beschrieben.

### Gut Eckhof, Schleswig-Holstein
Position (Gut Eckhof): 54° 26′ 10,8″ N, 10° 9′ 17,8″ O
Auf dem Gut Eckhof, im Gebiet der Gemeinde Strande im Dänischen Wohld, Kreis Rendsburg-Eckernförde, Land Schleswig-Holstein, steht eine als „Klopstockeiche“ bezeichnete Stieleiche, die seit mindestens 1875 dokumentiert ist.
Verbindung des Gedenkbaumstandortes zu Klopstock: Klopstock war mit der Familie des Grafen Holck befreundet und auf dem Gutshof zwischen 1770 und 1794 häufig zu Gast. Nach anderen Angaben soll Klopstock zu Gast gewesen sein, als Jens Peter Bruun Neergard Besitzer des Hofes war.

### Lyngby-Taarbæk Kommune, Dänemark

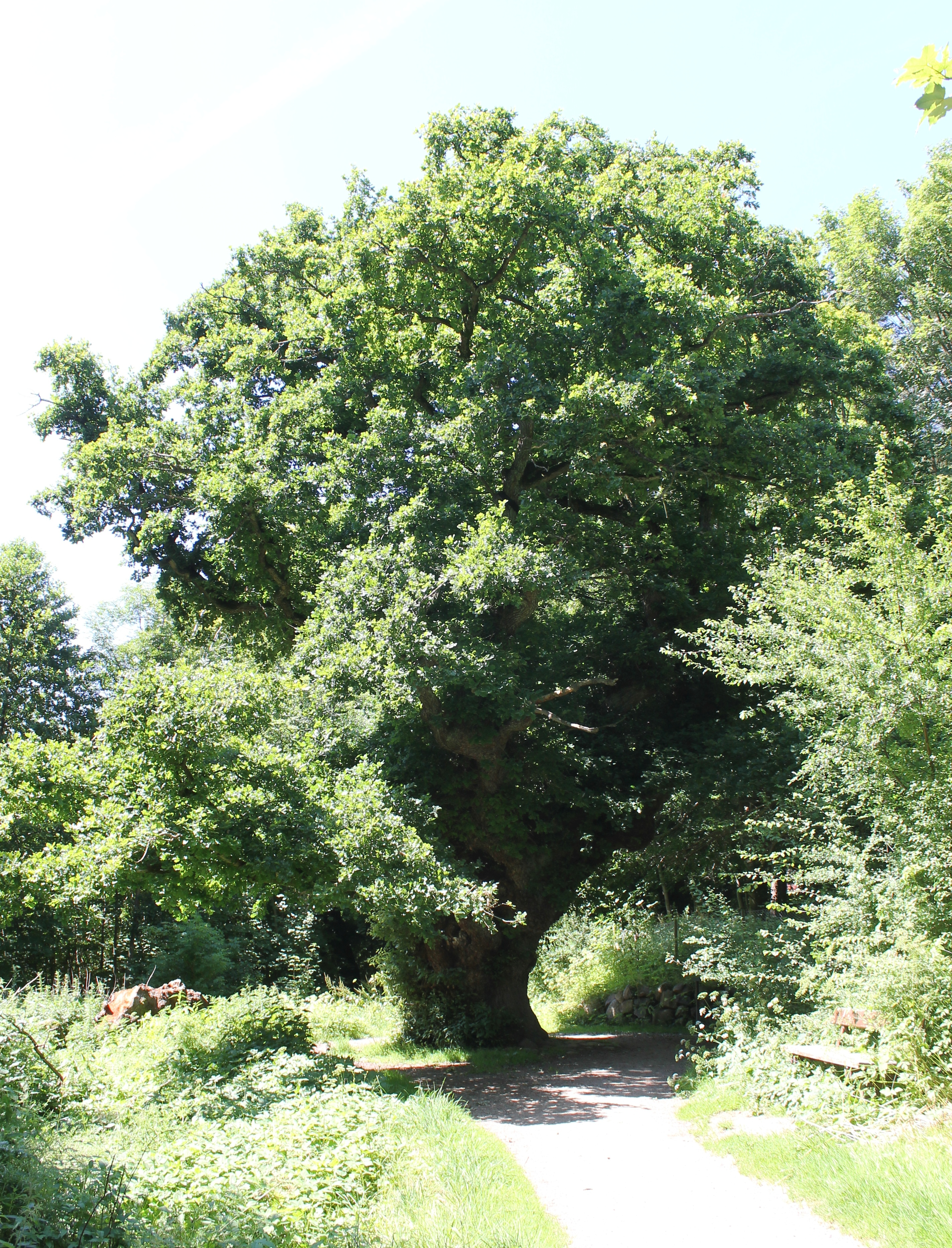
Klopstocks Eg auf dem Prinsessestien

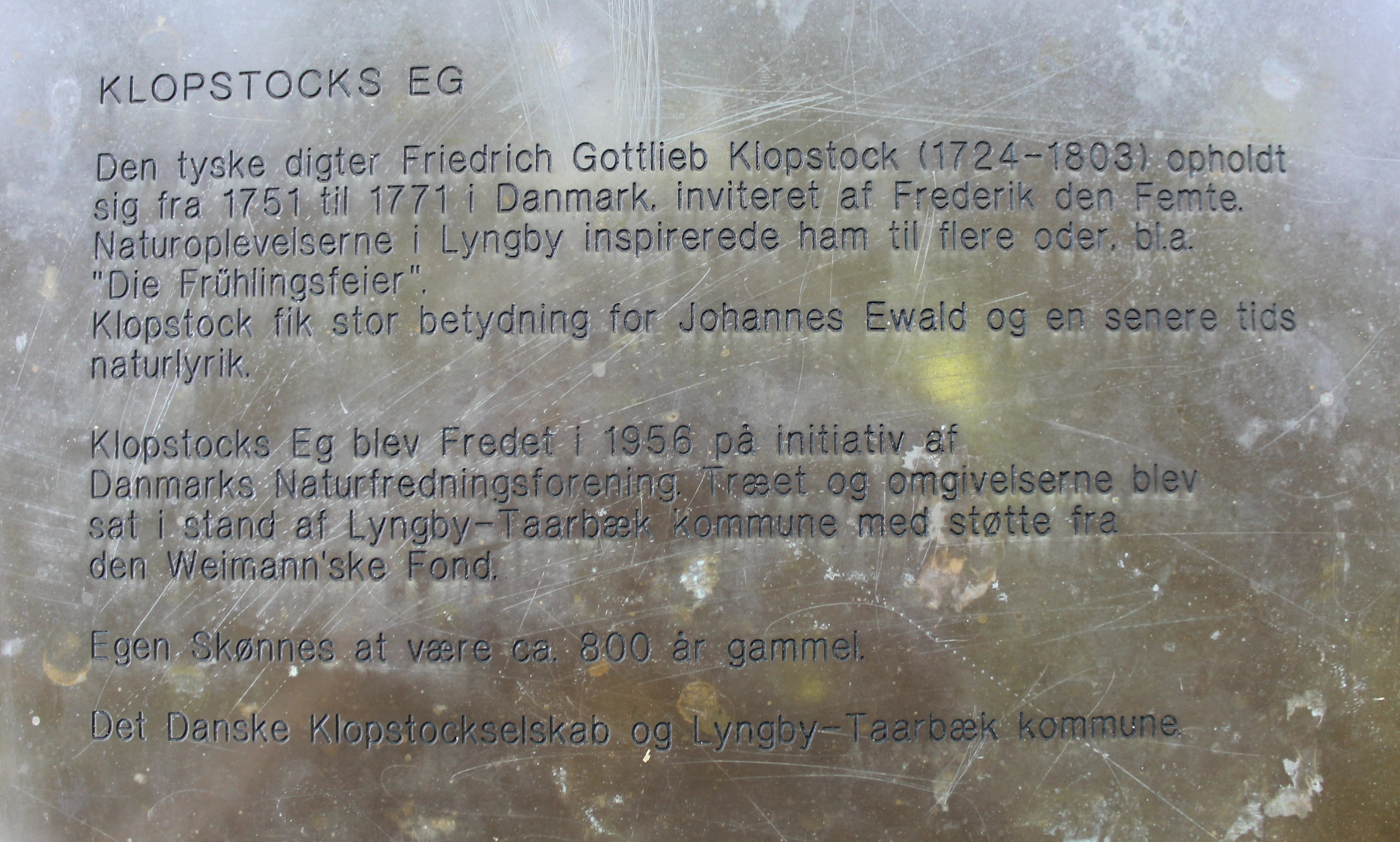
Tafel Klopstocks Eg

Position (Klopstocks Eg): 55° 46′ 43,8″ N, 12° 28′ 1,3″ O
Klopstocks Eg (dänische Bezeichnung für „Klopstocks Eiche“) steht in der Lyngby-Taarbæk Kommune, Region Hovedstaden, auf dem Prinsessestien (deut. Prinzessinnenpfad), nahe dem Furesø (deut. Furesee) am nördlichen Rand des Moorgebietes Åmosen.
Die Eiche (Quercus robur robur) wurde 1956 auf Initiative von Danmarks Naturfredningsforening unter Naturschutz gestellt; das Alter wurde damals auf etwa 800 Jahre geschätzt; die Höhe beträgt 6,05 Meter, der Umfang 1,93 Meter. Baum und Umgebung werden von der Lyngby-Taarbæk Kommune mit Beiträgen des Weimann-Fonds erhalten.
Am 31. Mai 2013 brach ein sehr großer Ast, etwa ein Fünftel der Eiche, ab. Bis zum Ende der Aufräumarbeiten war der Prinsessestien gesperrt. Das Unglück ereignete sich etwa eine Woche nach dem jährlichen, dortigen Treffen der dänischen Klopstock-Gesellschaft (Klopstockselskab 1984), die Klopstocks Eg wie üblich an jedem dritten Samstag im Mai besucht hatte.
Verbindung des Gedenkbaumstandortes zu Klopstock: Klopstocks Eg erinnert an die vielen dänischen Aufenthalte Klopstocks von 1751 bis 1770 – teilweise begleitet von seiner Frau Meta (1728–1758) – in Lyngby und Kopenhagen. Eingeladen und finanziell unterstützt wurde er dabei vom dänischen König Friedrich V.

Während dieser Aufenthalte entstanden u. a. Die Frühlingsfeier und Der Messias. Die Anwesenheit des deutschen Dichters hatte dabei einen großen Einfluss auf den dänischen Dichter Johannes Ewald (1743–1781), mit dem die neuere Periode der dänischen Literatur begann.

## Metapher: Klopstock, „eine Eiche, die dem Orkane steht“
Aufgrund seines Charakters – „… nicht nur einer der größten und genialsten Dichter, sondern auch einer der edelsten, liebenswürdigsten und kräftigsten Menschen. Vier Flammen durchglühten sein Herz: Gottes-, Vaterlands-, Freundes- und Nachruhmsliebe.“ – wurde von seinen Freunden, beispielsweise dem Schriftsteller Helfrich Peter Sturz (1736–1779) und bezeugt durch seinen Jugendfreund, den Prediger Abraham Beindorf (1733–1777), die Metapher „eine Eiche, die dem Orkane steht“ auch für die Person Klopstock verwendet.
Diese Formulierung entnahmen seine Freunde von Klopstock selber, der in seiner Ode Fürstenlob schreibt:
Denn du, ein biegsamer Frühlingsspross
Bei kleineren Dingen,
Bist, wenn es grössere gilt,
Eiche, die dem Orkane steht.
Klopstock war Eichen sehr zugetan; besonders gerne verwendete er die Wortverbindung „deutsche Eiche“ als Metapher für Deutschland.

## Weitere Gedenkbäume zu Klopstocks Gedenken

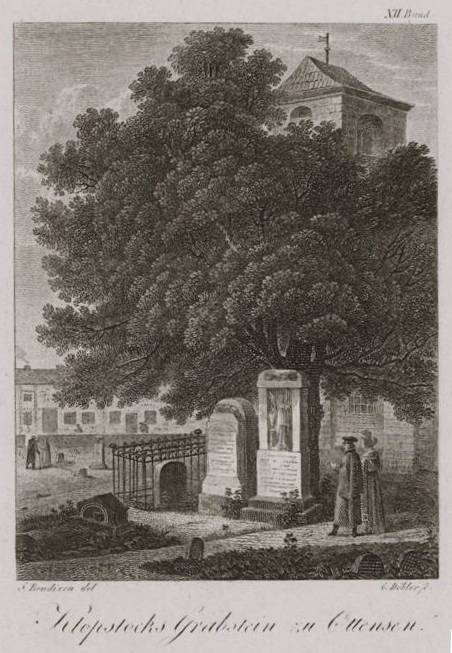
Klopstocks Grab mit der Klopstocklinde

Neben Eichen gibt es auch andere Baumarten, die an Klopstock erinnern sollen, beispielsweise:
- Klopstocklinden wie jene, die 1803 auf seinem Grab gepflanzt wurde;[15][16]
- Klopstockbuchen, wie jene im Kreis Herzogtum Lauenburg. Im Forstort Hörnkenbruch von Gut Stintenburg steht eine Buche, in welche Klopstock seinen Namen (F. K.) geschnitten haben soll.[17] In der Nähe, nämlich auf der Nordseite des Damms zwischen der Stintenburginsel und dem Dorfe Lassahn, steht auch eine lediglich durch einen Wegweiser markierte eindrucksvolle Klopstock-Eiche von ca. zwei Metern Durchmesser und sieben Metern Höhe.